# Архиепархия Ханчжоу
 Архиепархия Ханчжоу  (лат. Archidioecesis Hamceuvensis) — архиепархия Римско-Католической церкви с центром в городе Ханчжоу, Китай. В епархию входят епархии Лишуй, Нинбо, Тайчжоу, Юнцзя. Кафедральным собором архиепархии Ханчжоу является церковь Непорочного зачатия Пресвятой Девы Марии в городе Ханчжоу.

## История
10 мая 1910 года Римский папа Пий X издал бреве Quae christiano, которым учредил Апостольский викариат Восточного Чекинга, выделив его из апостольского викариата Чекинга. 3 декабря 1924 года апостольский викариат Восточного Чекинга был переименован в апостольский викариат Ханчжоу.
11 апреля 1946 года Римский папа Пий XII издал буллу Quotidie Nos, которой преобразовал апостольский викариат Ханчжоу в архиепархию.

## Ординарии архиепархии
- епископ Paul-Albert Faveau (10.05.1910 — 18.02.1937)
- архиепископ Jean-Joseph-Georges Deymier (18.02.1937 — 2.04.1956)
  - Sede vacante (с 2.04.1956 — по настоящее время)

## Источник
- Annuario Pontificio, Libreria Editrice Vaticana, Città del Vaticano, 2003, ISBN 88-209-7422-3
- Бреве Quae christiano nomini Архивная копия от 27 марта 2010 на Wayback Machine, AAS 2 (1910), стр. 535  (лат.)
- Булла Quotidie Nos Архивная копия от 27 марта 2010 на Wayback Machine, AAS 38 (1946), стр. 301  (лат.)